# Каракосов, Алексей Константинович
Алексе́й Константи́нович Карако́сов (1890—1917) — русский футболист, игравший на позиции полузащитника и нападающего.

## Карьера
Выступал за два петербуржских клуба: «Павловский» и «Нарва».
Сыграл за сборную Российской империи один матч против Швеции, в котором вынужден был в течение 15 минут защищать ворота. На 75-й минуте после травмы вратаря Дмитрия Матрина встал в ворота, так как замены ещё не были введены. Несмотря на свои старания, пропустил два мяча от шведских игроков.
Погиб на германском фронте в 1917 году.